# Svjetionik Otočić Sestrica Vela – Korčula
Svjetionik Otočić Sestrica Vela – Korčula je svjetionik na otočiću Velika Sestrica, većem od dvaju malenih otočića u južnom dijelu Pelješkog kanala, tj. na ulazu u Korčulanski kanal. Svjetionik je namijenjen orijentaciji u plovidbi kroz Pelješki i Mljetski kanal.
Svjetionik je podignut 1871. Zgrada svjetionika je izdužena kamena jednokatnica pokrivena dvoslivnim krovom. Građena je u najboljoj tradiciji korčulanskog kamenarstva, te oblikovanjem kamenih elemenata odstupa od uobičajenog izgleda svjetioničarskih zgrada. Dvokatna kamena kula s lanternom na vrhu (visine 17 m) priljubljena je uz južno pročelje. Na katovima su vrlo uski otvori poput strijelnica, a na vrhu kule je dvostruki stepenasti kameni vijenac s reminiscencijama na fortifikacijsku arhitekturu.

## Zaštita
Pod oznakom RST-1429-1996. zavedena je kao nepokretno kulturno dobro – pojedinačno, pravna statusa zaštićena kulturnog dobra, klasificirano kao "profana graditeljska baština".

## Vanjske poveznice
|  | Zajednički poslužitelj ima još gradiva o temi Svjetionik Otočić Sestrica Vela – Korčula |